# Disocactus macdougallii
Disocactus macdougallii là một loài thực vật có hoa trong họ Cactaceae. Loài này được (Alexander) Barthlott mô tả khoa học đầu tiên năm 1991.